# Blepharodon pictum
Blepharodon pictum là một loài thực vật có hoa trong họ La bố ma. Loài này được (Vahl) W.D.Stevens mô tả khoa học đầu tiên năm 2000.

## Hình ảnh

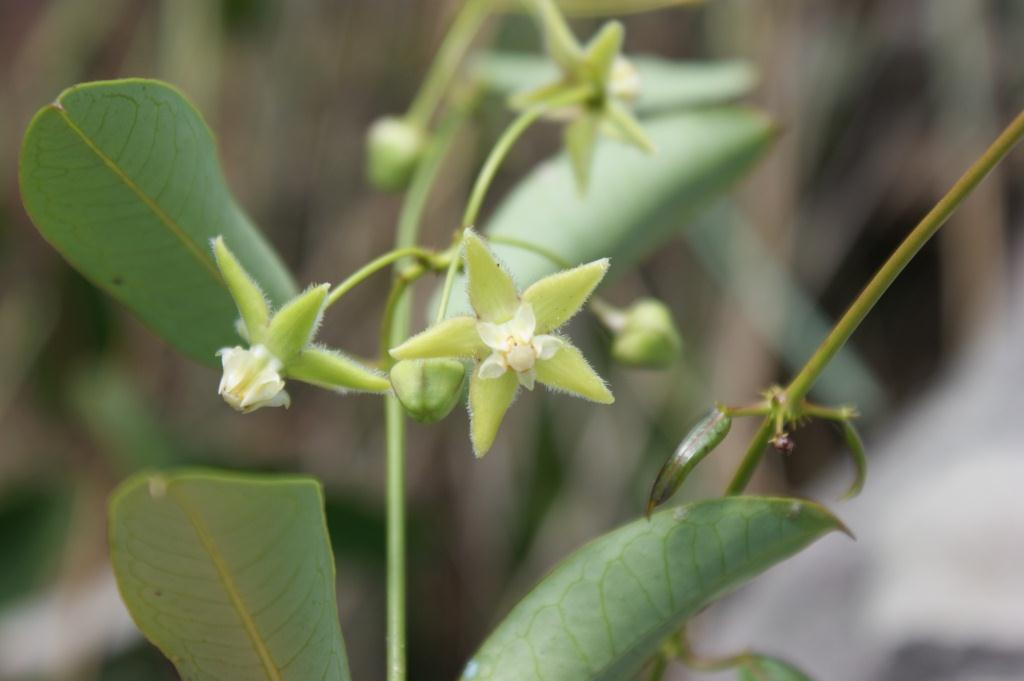